# Manuel Rolim de Moura Tavares
Manuel Rolim de Moura Tavares (1668 – 10 de junho de 1738) foi um nobre militar português.

## Biografia
Filho ilegítimo de D. Francisco Rolim de Moura, sucedeu ao pai no senhorio de Azambuja.
Formou-se em cânones pela Universidade de Coimbra (1682 - 1689).
Inicialmente, prestou serviços como praça de soldado e capitão de infantaria, de 28 de maio de 1692 até 24 de abril de 1700.
Depois foi governador geral da capitania do Maranhão, de 8 de maio de 1702 até 12 de setembro de 1705.
Foi depois agraciado com o posto de Governador Capitão-General de praça de Mazagão, primeiramente de 8 de maio de 1702 até 12 de setembro de 1705, e depois de 28 de julho de 1713 a 23 de setembro de 1719.
No intervalo desses comandos, serviu na Guerra de Sucessão Espanhola, chegando a ocupar o posto de Coronel de Infantaria de um regimento da província da Beira, em 1708, e Governador das Armas no Alentejo, em 1709, quando se tentou tomar a praça de Alcântara (Espanha).
Por fim, foi premiado com o cargo de Governador e Capitão-General da Capitania de Pernambuco, servindo entre 1722 e 1727.